# الأردن في الألعاب الأولمبية الصيفية 1984
شارك الأردن في الألعاب الأولمبية الصيفية لعام 1984 التي أقيمت في لوس أنجلوس في الولايات المتحدة، في الفترة من 28 يوليو -12 أغسطس 1984. وتعتبر هذه المشاركة هي الثانية للأردن على التوالي في الألعاب الأولمبية الصيفية منذ عام 1980.
اختارت اللجنة الأولمبية الأردنية فريقاً من ثلاثة عشر لاعبا (12 رجال وامرأة واحدة ) للتنافس في ثلاث رياضات في الألعاب الأولمبية (مبارزة، العاب القوى، الرماية).

## ألعاب القوى
- 800 متر رجال متعب الفواعير - 1:49
- 1500 متر رجال - متعب الفواعير- 3:50
- 5000 متر رجال - باسل الكيلاني - الدور التحضيري - 15: 20.58 (← لم يتأهل)
- 10000 متر رجال - باسل الكيلاني - الدور التحضيري - 30: 43.54 (← لم يتأهل، المركز 37)
- ماراثون الرجال - اسماعيل محمود غصاب - النهائي — 2:33:30 (← المركز 64)
- رجال 20 كم المشي - أمجد طوالبة - النهائي — 1:49:35 (← المركز 38 والأخير)
- 3000 متر سيدات - ريدة عبد الله - الدور التحضيري - 10.48.00 (← لم تتأهل، المركز 28)

## المبارزة
مثل الأردن مبارز واحد عام 1984 وهو أيمن جميعان

## الرماية
مفتوح
| رياضي            | حدث                      | نهائي     | نهائي |
| رياضي            | حدث                      | أحرز هدفا | مرتبة |
| ---------------- | ------------------------ | --------- | ----- |
| عرفان ادلبي      | فخ                       | 149       | 65    |
| أيسر الحياري     | فخ                       | 164       | 60    |
| خيري عمار        | سكيت                     | 180       | 49    |
| علي حامد العواسة | 50 متر بندقية            | 581       | 52    |
| محمد الشوشه      | 50 متر بندقية            | 577       | 61    |
| محمد جبور        | 50 متر بندقية ثلاث مواقع | 1122      | 36    |
| حسام عبد الرحمن  | 50 متر بندقية ثلاث مواقع | 1095      | 47    |